# Rävbon
Rävbon är en sjö i Leksands kommun i Dalarna och ingår i Dalälvens huvudavrinningsområde.